# Epipagis rufiscripta
Epipagis rufiscripta là một loài bướm đêm trong họ Crambidae.